# King Range
Die King Range ist ein Gebirgszug von etwa 22 km Länge und etwa 8 km Breite in den Concord Mountains im Nordwesten des ostantarktischen Viktorialands. Im Westen grenzt sie an den Rawle-Gletscher und das Leitch-Massiv, im Nordwesten an den Black-Gletscher und im Nordosten sowie im Osten an das Entstehungsgebiet des Lillie-Gletschers.
Kartografisch erfasst wurde die Range durch Vermessungsarbeiten des United States Geological Survey und mithilfe von Luftaufnahmen der United States Navy zwischen 1960 und 1963. Das Advisory Committee on Antarctic Names benannte sie 1964 nach Commander James P. King von der US Navy, Wetterdienstoffizier auf Unternehmungen der Operation Deep Freeze zwischen 1962 und 1964.